# Литвин, Владимир Михайлович
Влади́мир Миха́йлович Литви́н (укр. Володимир Михайлович Литвин; род. 28 апреля 1956) — украинский политик. Кандидат на пост президента Украины в 2010 году (в первом туре занял седьмое место, получив 2,35 % голосов). Народный депутат Украины (в 2002—2006 и 2007—2019 годах). В 2002—2006 и 2008—2012 годах — председатель Верховной рады Украины. Подал в отставку после принятия Верховной Радой закона о языках 4 июля 2012 года, но она не была принята. Герой Украины (2004), Заслуженный деятель науки и техники Украины (1998). Академик НАНУ.

## Биография
Родился 28 апреля 1956 года в с. Слобода Романовская, Новоград-Волынского района Житомирской области.

### Образование
Доктор исторических наук, профессор. Действительный член Национальной академии наук Украины (16.04.2003, чл.-корр. 1997) и академик Академии правовых наук Украины, заслуженный деятель науки и техники Украины, лауреат Государственной премии Украины в области науки и техники, вице-президент Национальной академии наук Украины (с 2006 года), член президиума Высшей аттестационной комиссии Украины. Автор более 570 научных работ, в том числе монументальных исследований: «Политическая арена Украины: действующие лица и исполнители», «Украина: политика, политики, власть», «Украина: хроника развития (1991—2001 гг.)», «Украина: опыт и проблемы государственного строительства (90-е годы XX в.)», «Измерение историей», «Украина: Европа или Евразия», «Служить живой жизни народа», «Творить Украину Большую», «История Украины» в трёх томах, «Право правды», «Украина-2004. События. Документы. Факты» в 3 томах, «Украине быть», «История Украины» (учебное пособие). Как соавтор выступал в подготовке и публикации фундаментальных работ: «Правительства Украины в XX в.», «Украина: XX век», «Очерки по истории украинской дипломатии», «Политический террор и терроризм в Украине. XIX—XX вв.», «История украинской культуры», «История украинского крестьянства» и многих других.
- В 1978 — окончил исторический факультет Киевского государственного университета имени Тараса Шевченко (КГУ).
- В 1984 — защитил кандидатскую диссертацию на тему «Деятельность Коммунистической партии Украины по усовершенствованию подготовки преподавателей общественных дисциплин (1966—1975 гг.)».
- В 1995 — защитил свою книгу «Политическая арена Украины: лица и исполнители» в качестве докторской диссертации под названием «Политическая арена Украины: действующие лица и исполнители (Общественно-политическое развитие Украины во второй половине 90-х годов)».

### Деятельность

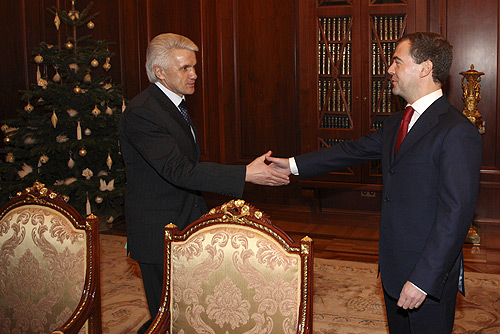
Владимир Литвин и Дмитрий Медведев в 2008 году

- 1978—1986 — работал в Киевском государственном университете имени Тараса Шевченко старшим методистом учебного отделения ректората, помощником ректора, старшим преподавателем исторического факультета.
- 1986—1989 — начальник Управления Министерства высшего и среднего специального образования УССР.
- С января 1989 по сентябрь 1991 — сотрудник аппарата ЦК Коммунистической партии Украины: лектор, консультант, помощник секретаря ЦК Компартии Украины.
- 1991 по 1994 — доцент и докторант исторического факультета Киевского государственного университета имени Т. Шевченка.

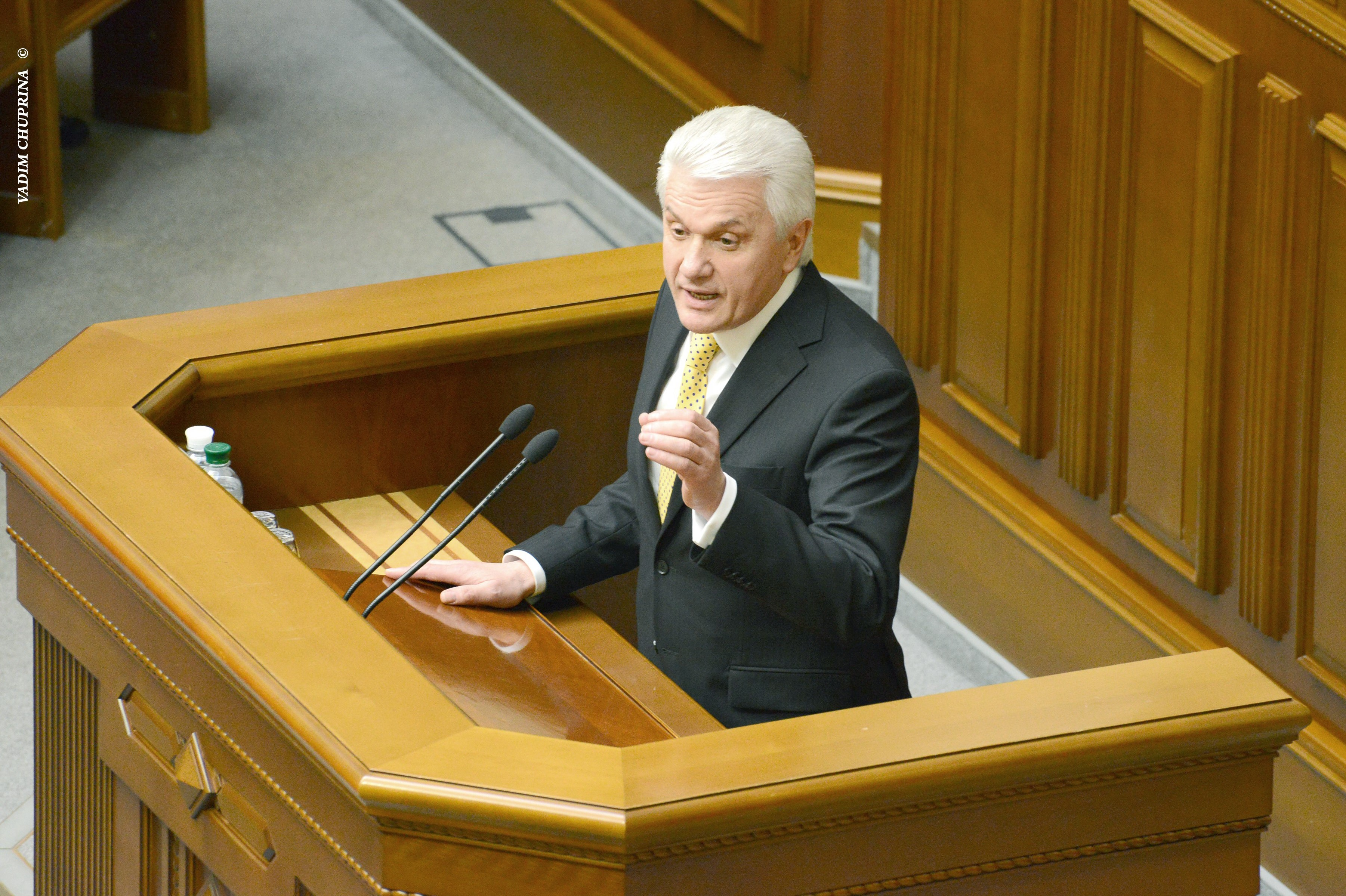
Выступление в парламенте

- С 1994 по 2002 — работал в Администрации президента Украины (помощник президента по внутриполитическим вопросам, заместитель главы администрации президента Украины, Первый помощник президента Украины)[7].
- С ноября 1999 — глава Администрации президента Украины.
- В 2002 — 2006 годах — народный депутат Украины, избран под № 1 от блока За единую Украину!. Председатель Верховной Рады Украины (по предложению президента Украины Леонида Кучмы[8]).
- 9 декабря 2004 Владимиру Литвину было присвоено звание Героя Украины[9]. Провалом голосования за политреформу в апреле 2004 года, происшедшим, с его слов, по вине Литвина, Шуфрич возложил на него ответственность за Оранжевую революцию[10].
- С мая 2006 по май 2009 — вице-президент Национальной академии наук Украины[11].
- 2006 — Блок Литвина не смог преодолеть трёхпроцентный барьер на парламентских выборах, получив 2,44 % голосов (порог 3 %).
- З 2007 по 2012 — народный депутат Украины VI созыва. Блок Литвина набрал 3,96 % голосов на досрочных парламентских выборах, проведя в Верховную раду 20 депутатов.
- 9 декабря 2008 — после распада парламентской коалиции был вновь избран председателем Верховной рады. 4 июля 2012 года подал в отставку после принятия Верховной Радой спорного закона о языках[5]. Отставка не была принята.
- С 2012 по 2014 — народный депутат Украины VII созыва (избран по 65 мажоритарному округу в Житомирской области, набрав 66,5 % голосов). Председатель Комитета по вопросам национальной безопасности и обороны[11].
- С 2014 — народный депутат Украины VIII созыва, избран по 65 мажоритарному округу в Житомирской области, набрав 41 % голосов[11]. Член депутатской группы «Воля народа», член комитета ВР по вопросам науки и образования.
- На досрочных парламентских выборах 2019 года баллотировался по 65 мажоритарному округу, получив 25,64 % (19 411 голосов). Уступил кандидату от партии «Слуга народа» Дмитрию Костюку 35,7 % (27 019 голосов[12]).

### Семья
- Отец Михаил Климович Литвин (род. 1930).
- Мать Ольга Андреевна Литвин (род. 1929).
  - Сестра Надежда Михайловна Островская (Литвин) (род. 1955)
  - Брат Николай (род. 1961[13]) — генерал армии, руководитель погранслужбы Украины (2003—2014).
  - Брат Пётр (род. 1967[14]) — генерал-лейтенант, командующий войсками Южного оперативного командования Сухопутных войск ВС Украины.
- Жена — Татьяна Константиновна Литвин (род. 1960), её отец Константин Паникарский был депутатом Верховного Совета УССР и членом ЦК КПУ[15].
  - Дочь Елена (род. 1982)[16].
  - Сын Иван (род. 1989), женат на Татьяне Тереховой.

## Награды и заслуги
- Звание Герой Украины с вручением ордена Державы (9 декабря 2004 года) — за выдающиеся личные заслуги перед Украиной в развитии государственного строительства, реформировании политической системы, утверждение идеалов гражданского единства и согласия в обществе[17]
- Орден князя Ярослава Мудрого V степени (28 апреля 2011 года) — за выдающиеся личные заслуги в области государственного строительства, многолетнюю плодотворную законотворческую и общественно-политическую деятельность[18]
- Заслуженный деятель науки и техники Украины (26 ноября 1998 года) — за весомый личный вклад в развитие научных исследований, укрепление научно-технического потенциала Украины и по случаю 80-летия Национальной академии наук Украины[19]
- Лауреат Государственной премии Украины в области науки и техники (1 декабря 1999 года) — за серию монографий «Украинская фалеристика и бонистика»[20]
- Орден Дружбы (12 мая 2011 года, Россия) — за большой вклад в развитие и укрепление отношений дружбы и сотрудничества между Российской Федерацией и Украиной[21][22]
- Великий офицер ордена Великого князя Литовского Гядиминаса (4 ноября 1998 года, Литва)[23]
- Великий офицер ордена «За заслуги перед Литвой» (25 июня 2004 года, Литва)[24]
- Командор со звездой ордена Заслуг перед Республикой Польша (7 сентября 2009 года, Польша) — в знак признания выдающихся заслуг в развитии польско-украинского сотрудничества[25]
- Командор ордена Заслуг (16 апреля 1998 года, Португалия)[26]
- Командор 1-го класса ордена Святого Григория Великого (11 декабря 2001 года, Ватикан)[27][28]
- Гранд-офицер ордена Освободителя Сан-Мартина (11 декабря 1998 года, Аргентина)[29].
- Орден «Содружество» (10 февраля 2006 года, Межпарламентская ассамблея СНГ) — за активное участие в деятельности Межпарламентской Ассамблеи и её органов, вклад в укрепление дружбы между народами государств — участников Содружества[30]
- Почётный гражданин города Новоград-Волынский[31]
- Почётный доктор Бакинского государственного университета (2004 год, Баку, Азербайджан)[32]
- Золотая медаль университета имени Коменского (2003 год, Братислава, Словакия)[33]

## Критика
- Некоторые работы Литвина вызвали обвинения в плагиате. Одним из примеров является публикация 2002 года, опубликованная в выпуске газеты «Факты и комментарии» от 19 января 2002 под названием «Гражданское общество: мифы и реальность». В действительности она оказалась переводом статьи Томаса Карозерса «Подумаем ещё раз: гражданское общество» (CIVIL SOCIETY. THINK AGAIN), опубликованной в журнале Foreign Policy (Thomas Corothers, «Civil Society», Foreign Policy, № 117, Winter 1999—2000, pp. 18–29)[34]. Сам Литвин рассказывал следующее:

…штаб рекомендовал мне людей, которые подготовили от моего имени публикацию. Я её посмотрел, подправил. Она вышла. Через несколько дней в другом издании появилась статья, в которой меня обвинили в плагиате. Я пытался защищаться, говорил, что это общепринятая практика в предвыборной кампании. Убеждал: неужели я из-за двух страничек текста сознательно пошёл бы на то, чтобы в период предвыборной кампании «передирать» публикацию? Если бы я хотел присвоить чужую работу, я бы её изменил до неузнаваемости. Тем не менее мне до сих пор об этом напоминают. Это был довольно мощный удар по мне, по моей репутации учёного.

- В 2008 году в плагиате статьи Сергея Капицы Литвина обвинил политолог Владимир Корнилов[36].
- 8 декабря 2009 года экс-майор Государственной службы охраны Николай Мельниченко назвал Владимира Литвина заказчиком убийства журналиста Георгия Гонгадзе. «Заказчиком убийства Георгия Гонгадзе является председатель Верховной Рады Украины Владимир Литвин», — заявил он[37]. Данные обвинения были неоднократно обжалованы в судебном порядке: 17 января 2006 года Деснянский районный суд Киева удовлетворил иск председателя Верховной Рады Владимира Литвина к бывшему майору президентской охраны Николаю Мельниченко о защите чести и достоинства. Суд обязал Мельниченко в пятнадцатидневный срок на пресс-конференции опровергнуть распространённую им информацию и извиниться перед Литвином за нанесённый моральный ущерб[38]. В 2011 году Владимир Литвин снова обратился в суд с просьбой обязать майора Мельниченко опровергнуть на пресс-конференции для средств массовой информации распространённую ложную информацию о нём и публично извиниться[39].